# Saturn Award per la migliore sceneggiatura
Il Saturn Award per la miglior sceneggiatura (Best Writing) è un premio assegnato annualmente nel corso dei Saturn Awards dal 1975 ad oggi.

## Vincitori e candidati
I vincitori sono indicati in grassetto.

### Anni 1970
- 1975
  - William Peter Blatty - L'esorcista (The Exorcist)
- 1976
  - Ib Melchior e Harlan Ellison per le loro carriere
- 1977
  - Jimmy Sangster per la sua carriera
- 1978
  - George Lucas - Guerre stellari (Star Wars)
  - Steven Spielberg - Incontri ravvicinati del terzo tipo (Close Encounters of the Third Kind)
  - Laird Koenig - Quella strana ragazza che abita in fondo al viale (The Little Girl Who Lives Down the Lane)
  - Larry Gelbart - Bentornato Dio! (Oh, God!)
  - Michael Winner e Jeffrey Konvitz - Sentinel (The Sentinel)
- 1979
  - Warren Beatty e Elaine May - Il paradiso può attendere (Heaven Can Wait)
  - Heywood Gould - I ragazzi venuti dal Brasile (The Boys from Brazil)
  - Alfred Sole e Rosemary Ritvo - Alice, Sweet Alice
  - Cliff Green - Picnic ad Hanging Rock (Picnic at Hanging Rock)
  - Anthony Shaffer - The Wicker Man

### Anni 1980
- 1980
  - Nicholas Meyer - L'uomo venuto dall'impossibile (Time After Time)
  - Dan O'Bannon - Alien
  - Jeb Rosebrook e Gerry Day - The Black Hole - Il buco nero (The Black Hole)
  - Robert Kaufman - Amore al primo morso (Love at First Bite)
  - Jerry Juhl e Jack Burns - Ecco il film dei Muppet (The Muppet Movie)
- 1981
  - William Peter Blatty - La nona configurazione (The Ninth Configuration)
  - Paddy Chayefsky - Stati di allucinazione (Altered States)
  - Lewis John Carlino - Resurrection
  - John Sayles - Alligator
  - Leigh Brackett, Lawrence Kasdan - L'Impero colpisce ancora (Star Wars: Episode V - The Empire Strikes Back)
- 1982
  - Lawrence Kasdan - I predatori dell'arca perduta (Raiders of the Lost Ark)
  - John Landis - Un lupo mannaro americano a Londra (An American Werewolf in London)
  - Peter Hyams - Atmosfera zero (Outland)
  - Terry Gilliam e Michael Palin - I banditi del tempo (Time Bandits)
  - David Eyre e Michael Wadleigh - Wolfen, la belva immortale (Wolfen)
- 1983
  - Melissa Mathison - E.T. l'extra-terrestre (E.T.: The Extra-Terrestrial)
  - Jay Presson Allen - Trappola mortale (Deathtrap)
  - Terry Hayes, George Miller e Brian Hannant - Interceptor - Il guerriero della strada (Mad Max 2: The Road Warrior)
  - Jack B. Sowards - Star Trek II - L'ira di Khan (Star Trek II: The Wrath of Khan)
  - Albert Pyun, Tom Karnowski e John V. Stuckmeyer - La spada a tre lame (The Sword and the Sorcerer)
- 1984
  - Ray Bradbury - Qualcosa di sinistro sta per accadere (Something Wicked This Way Comes)
  - Jeffrey Boam -  La zona morta (The Dead Zone)
  - Lawrence Kasdan e George Lucas - Il ritorno dello Jedi (Star Wars: Episode VI - Return of the Jedi)
  - Bill Condon e Michael Laughlin - Strange Invaders
  - Lawrence Lasker e Walter Parkes - Wargames - Giochi di guerra (WarGames)
- 1985
  - James Cameron e Gale Anne Hurd - Terminator (The Terminator)
  - Earl Mac Rauch - Le avventure di Buckaroo Banzai nella quarta dimensione (The Adventures of Buckaroo Banzai Across the 8th Dimension)
  - Chris Columbus - Gremlins
  - Willard Huyck e Gloria Katz - Indiana Jones e il tempio maledetto (Indiana Jones and the Temple of Doom)
  - Alex Cox - Repo Man - Il recuperatore (Repo Man)
- 1986
  - Tom Holland - Ammazzavampiri (Fright Night)
  - Tom Benedek - Cocoon - L'energia dell'universo (Cocoon)
  - Terry Hayes e George Miller - Mad Max oltre la sfera del tuono (Mad Max Beyond Thunderdome)
  - Woody Allen - La rosa purpurea del Cairo (The Purple Rose of Cairo)
  - Chris Columbus - Piramide di paura (Young Sherlock Holmes)
- 1987
  - James Cameron - Aliens - Scontro finale (Aliens)
  - Nick Castle - Il ragazzo che sapeva volare (The Boy Who Could Fly)
  - Paul Hogan, Ken Shadie e John Cornell - Mr. Crocodile Dundee ("Crocodile" Dundee)
  - Howard Ashman - La piccola bottega degli orrori (Little Shop of Horrors)
  - Steve Meerson, Peter Krikes, Harve Bennett e Nicholas Meyer - Rotta verso la Terra (Star Trek IV: The Voyage Home)
- 1988
  - Michael Miner e Edward Neumeier - RoboCop
  - Alan Parker - Angel Heart - Ascensore per l'inferno (Angel Heart)
  - James Dearden - Attrazione fatale (Fatal Attraction)
  - Jim Kouf - L'alieno (The Hidden)
  - William Goldman - La storia fantastica (The Princess Bride)
  - Michael Cristofer - Le streghe di Eastwick (The Witches of Eastwick)

### Anni 1990
- 1990
  - Gary Ross e Anne Spielberg - Big
  - Michael McDowell e Warren Skaaren - Beetlejuice - Spiritello porcello (Beetlejuice)
  - Tom Holland, John Lafia e Don Mancini - La bambola assassina (Child's Play)
  - David Cronenberg e Norman Snider - Inseparabili (Dead Ringers)
  - Alan McElroy - Halloween 4 - Il ritorno di Michael Myers (Halloween 4: The Return of Michael Myers)
  - Jeffrey Price e Peter S. Seaman - Chi ha incastrato Roger Rabbit (Who Framed Roger Rabbit)
- 1991
  - William Peter Blatty - L'esorcista III (The Exorcist III)
  - James Cameron - The Abyss
  - Jerry Belson - Always - Per sempre (Always)
  - Don Jakoby and Wesley Strick - Aracnofobia (Arachnophobia)
  - Phil Alden Robinson - L'uomo dei sogni (L'uomo dei sogni)
  - Bruce Joel Rubin - Ghost - Fantasma (Ghost)
  - Jeffrey Boam - Indiana Jones e l'ultima crociata (Indiana Jones and the Last Crusade)
  - Ronald Shusett, Dan O'Bannon and Gary Goldman - Atto di forza (Total Recall)
- 1992
  - Ted Tally - Il silenzio degli innocenti (The Silence of the Lambs)
  - Albert Brooks - Prossima fermata: paradiso (Defending Your Life)
  - Richard LaGravenese - La leggenda del re pescatore (The Fisher King)
  - Charles Gale - Guilty as Charged
  - William Goldman - Misery non deve morire (Misery)
  - James Cameron e William Wisher Jr. - Terminator 2 - Il giorno del giudizio (Terminator 2: Judgment Day)
- 1993
  - James V. Hart - Dracula di Bram Stoker (Bram Stoker's Dracula)
  - David Giler, Walter Hill e Larry Ferguson - Alien³
  - Joe Eszterhas - Basic Instinct
  - Bernard Rose - Candyman - Terrore dietro lo specchio (Candyman)
  - Martin Donovan e David Koepp - La morte ti fa bella (Death Becomes Her)
  - Nicholas Meyer e Denny Martin Flinn - Rotta verso l'ignoto (Star Trek VI: The Undiscovered Country)
  - David Lynch e Robert Engels - Fuoco cammina con me (Twin Peaks: Fire Walk with Me)
- 1994
  - Michael Crichton e David Koepp - Jurassic Park
  - Tracy Tormé - Bagliori nel buio (Fire in the Sky)
  - Danny Rubin, Harold Ramis - Ricomincio da capo (Groundhog Day)
  - Brent Maddock, S. S. Wilson, Gregory Hansen ed Erik Hansen - 4 fantasmi per un sogno (Heart and Souls)
  - Tim Metcalfe - Kalifornia
  - Shane Black e David Arnott - Last Action Hero - L'ultimo grande eroe (Last Action Hero)
  - Quentin Tarantino - Last Action Hero - L'ultimo grande eroe (Last Action Hero)
- 1995
  - Jim Harrison e Wesley Strick - Wolf - La belva è fuori (Wolf)
  - Scott Alexander e Larry Karaszewski - Ed Wood
  - Eric Roth - Forrest Gump
  - Steph Lady e Frank Darabont - Frankenstein di Mary Shelley (Frankenstein)
  - Frank Darabont - Le ali della libertà (The Shawshank Redemption)
  - Mark Verheiden - Timecop - Indagine dal futuro (Timecop)
- 1996
  - Andrew Kevin Walker - Seven
  - George Miller e Chris Noonan - Babe - Maialino coraggioso (Babe)
  - Quentin Tarantino - Dal tramonto all'alba (From Dusk till Dawn)
  - James Cameron e Jay Cocks - Strange Days
  - Joss Whedon, Alec Sokolow, Andrew Stanton e Joel Cohen - Toy Story - Il mondo dei giocattoli (Toy Story)
  - David Webb Peoples e Janet Peoples - L'esercito delle 12 scimmie (12 Monkeys)
- 1997
  - Kevin Williamson - Scream
  - Lana Wachowski ed Andy Wachowski - Bound - Torbido inganno (Bound)
  - Fran Walsh e Peter Jackson - Sospesi nel tempo (The Frighteners)
  - Dean Devlin e Roland Emmerich - Independence Day
  - Jonathan Gems - Mars Attacks!
  - Brannon Braga e Ronald D. Moore - Primo contatto (Star Trek: First Contact)
- 1998
  - Mike Werb e Michael Colleary - Face/Off - Due facce di un assassino (Face/Off)
  - James V. Hart e Michael Goldenberg - Contact
  - Jonathan Lemkin e Tony Gilroy - L'avvocato del diavolo (The Devil's Advocate)
  - Ed Solomon - Men in Black
  - Guillermo del Toro e Matthew Robbins - Mimic
  - Edward Neumeier - Starship Troopers - Fanteria dello spazio (Starship Troopers)
- 1999
  - Andrew Niccol - The Truman Show
  - Brandon Boyce - L'allievo (Apt Pupil)
  - Don Mancini - La sposa di Chucky (Bride of Chucky)
  - Alex Proyas - Dark City
  - Gary Ross - Pleasantville
  - Joseph Stefano - Psycho

### Anni 2000
- 2000
  - Charlie Kaufman - Essere John Malkovich (Being John Malkovich)
  - Ehren Kruger - Arlington Road - L'inganno (Arlington Road)
  - M. Night Shyamalan - The Sixth Sense - Il sesto senso (The Sixth Sense)
  - Stephen Sommers - La mummia (The Mummy)
  - Larry e Andy Wachowski - Matrix (The Matrix)
  - Andrew Kevin Walker - Il mistero di Sleepy Hollow (Sleepy Hollow)
- 2001
  - David Hayter - X-Men
  - Karey Kirkpatrick - Galline in fuga (Chicken Run)
  - Toby Emmerich - Frequency - Il futuro è in ascolto (Frequency)
  - Billy Bob Thornton e Tom Epperson - The Gift
  - David Franzoni, John Logan e William Nicholson - Il gladiatore (Gladiator)
  - Hui-Ling Wang, James Schamus e Kuo Jung Tsai - La tigre e il dragone (Wòhǔ Cánglóng)
- 2002
  - Steven Spielberg - A.I. - Intelligenza artificiale (A.I. Artificial Intelligence)
  - Peter Jackson, Fran Walsh e Philippa Boyens - Il Signore degli Anelli - La Compagnia dell'Anello (The Lord of the Rings: The Fellowship of the Ring)
  - Andrew Stanton e Daniel Gerson - Monsters & Co. (Monsters, Inc.)
  - Alejandro Amenábar - The Others (Los Otros)
  - Stéphane Cabel e Christophe Gans - Il patto dei lupi (Le Pacte des Loups)
  - Ted Elliott, Terry Rossio, Joe Stillman e Roger Schulman - Shrek
- 2003
  - Scott Frank e Jon Cohen - Minority Report
  - Brent Hanley - Frailty - Nessuno è al sicuro (Frailty)
  - Hillary Seitz - Insomnia
  - Fran Walsh, Philippa Boyens, Stephen Sinclair e Peter Jackson - Il Signore degli Anelli - Le due torri (The Lord of the Rings: The Two Towers)
  - Mark Romanek - One Hour Photo
  - Hayao Miyazaki, Cindy Davis Hewitt e Donald H. Hewitt - La città incantata (千と千尋の神隠し)
- 2004
  - Fran Walsh, Philippa Boyens e Peter Jackson - Il Signore degli Anelli - Il ritorno del re (The Lord of the Rings: The Return of the King)
  - Alex Garland - 28 giorni dopo (28 Days Later)
  - Andrew Stanton, Bob Peterson e David Reynolds - Alla ricerca di Nemo (Finding Nemo)
  - Heather Hach e Leslie Dixon - Quel pazzo venerdì (Freaky Friday)
  - Quentin Tarantino - Kill Bill: Volume 1 (Kill Bill: Vol. 1)
  - Dan Harris e Michael Dougherty - X-Men 2 (X2)
- 2005
  - Alvin Sargent - Spider-Man 2
  - Stuart Beattie - Collateral
  - Charlie Kaufman - Se mi lasci ti cancello (Eternal Sunshine of the Spotless Mind)
  - Steve Kloves - Harry Potter e il prigioniero di Azkaban (Harry Potter and the Prisoner of Azkaban)
  - Brad Bird - Gli Incredibili - Una "normale" famiglia di supereroi (The Incredibles)
  - Quentin Tarantino - Kill Bill: Volume 2 (Kill Bill: Vol. 2)
- 2006
  - Christopher Nolan e David S. Goyer - Batman Begins
  - Fran Walsh, Philippa Boyens e Peter Jackson - King Kong
  - Andrew Adamson, Christopher Markus, Stephen McFeely e Ann Peacock - Le cronache di Narnia - Il leone, la strega e l'armadio (The Chronicles of Narnia: The Lion, the Witch and the Wardrobe)
  - George Lucas - Star Wars: Episodio III - La vendetta dei Sith (Star Wars Episode III: Revenge of the Sith)
  - Steven Kloves - Harry Potter e il calice di fuoco (Harry Potter and the Goblet of Fire)
  - David Koepp - La guerra dei mondi (War of the Worlds)
- 2007
  - Michael Dougherty e Dan Harris - Superman Returns
  - Andrew Birkin, Bernd Eichinger e Tom Tykwer - Profumo - Storia di un assassino (Perfume: The Story of a Murderer)
  - Guillermo del Toro - Il labirinto del fauno (Pan's Labyrinth)
  - Zach Helm - Vero come la finzione (Stranger than Fiction)
  - Neal Purvis e Robert Wade e Paul Haggis - Casino Royale
  - Fratelli Wachowski - V per Vendetta (V for Vendetta)
- 2008
  - Brad Bird - Ratatouille
  - Michael Gordon, Zack Snyder e Kurt Johnstad - 300
  - Roger Avary e Neil Gaiman - La leggenda di Beowulf (Beowulf)
  - Michael Goldenberg - Harry Potter e l'Ordine della Fenice (Harry Potter and the Order of the Phoenix)
  - Joel ed Ethan Coen - Non è un paese per vecchi (No Country for Old Men)
  - John Logan - Sweeney Todd - Il diabolico barbiere di Fleet Street (Sweeney Todd: The Demon Barber of Fleet Street)
- 2009
  - Christopher Nolan e Jonathan Nolan - Il cavaliere oscuro (The Dark Knight)
  - Mark Fergus, Hawk Ostby, Art Marcum e Matt Holloway - Iron Man
  - Eric Roth - Il curioso caso di Benjamin Button (The Curious Case of Benjamin Button)
  - David Koepp e John Kamps - Ghost Town
  - J. Michael Straczynski - Changeling
  - John Ajvide Lindqvist - Lasciami entrare (Let the Right One In)

### Anni 2010
- 2010
  - James Cameron - Avatar
  - Neill Blomkamp e Terri Tatchell - District 9
  - Spike Jonze e Dave Eggers - Nel paese delle creature selvagge (Where the Wild Things Are)
  - Alex Kurtzman e Roberto Orci - Star Trek
  - Quentin Tarantino - Bastardi senza gloria (Inglourious Basterds)
  - Alex Tse e David Hayter - Watchmen
- 2011
  - Christopher Nolan - Inception
  - Michael Arndt - Toy Story 3 - La grande fuga (Toy Story 3)
  - Alex Garland - Non lasciarmi (Never Let Me Go)
  - Mark Heyman, Andres Heinz e John McLaughlin - Il cigno nero (Black Swan)
  - Peter Morgan - Hereafter
  - Matt Reeves - Blood Story (Let Me In)
- 2012
  - Jeff Nichols - Take Shelter
  - J. J. Abrams - Super 8
  - Woody Allen - Midnight in Paris
  - Mike Cahill e Brit Marling - Another Earth
  - Rick Jaffa e Amanda Silver - L'alba del pianeta delle scimmie (Rise of the Planet of the Apes)
  - John Logan - Hugo Cabret (Hugo)
- 2013
  - Quentin Tarantino - Django Unchained
  - Tracy Letts - Killer Joe
  - Martin McDonagh - 7 psicopatici (Seven Psychopaths)
  - David Magee - Vita di Pi (Life of Pi)
  - Joss Whedon - The Avengers
  - Joss Whedon e Drew Goddard - Quella casa nel bosco (The Cabin in the Woods)
- 2014
  - Spike Jonze - Lei (Her)
  - Fran Walsh, Philippa Boyens, Peter Jackson e Guillermo del Toro - Lo Hobbit - La desolazione di Smaug (The Hobbit: The Desolation of Smaug)
  - Joel ed Ethan Coen - A proposito di Davis (Inside Llewyn Davis)
  - Alfonso Cuarón e Jonás Cuarón - Gravity
  - Jennifer Lee - Frozen - Il regno di ghiaccio (Frozen)
  - Edgar Wright e Simon Pegg - La fine del mondo (The World's End)
- 2015[1]
  - Christopher Nolan e Jonathan Nolan - Interstellar
  - Christopher Markus e Stephen McFeely - Captain America: The Winter Soldier
  - Christopher McQuarrie, Jez Butterworth e John-Henry Butterworth - Edge of Tomorrow - Senza domani (Edge of Tomorrow)
  - Wes Anderson - Grand Budapest Hotel (The Grand Budapest Hotel)
  - James Gunn e Nicole Perlman - Guardiani della Galassia (Guardians of the Galaxy)
  - Fran Walsh, Philippa Boyens, Peter Jackson e Guillermo del Toro - Lo Hobbit - La battaglia delle cinque armate (The Hobbit: The Battle of the Five Armies)
  - Damien Chazelle - Whiplash
- 2016[2]
  - Lawrence Kasdan, J. J. Abrams e Michael Arndt - Star Wars - Il risveglio della Forza (Star Wars: The Force Awakens)
  - Guillermo del Toro e Matthew Robbins - Crimson Peak
  - Alex Garland - Ex Machina
  - Rick Jaffa, Amanda Silver, Colin Trevorrow e Derek Connolly - Jurassic World
  - Jane Goldman e Matthew Vaughn - Kingsman - Secret Service (Kingsman: The Secret Service)
  - George Miller, Brendan McCarthy e Nick Lathouris - Mad Max: Fury Road
  - Drew Goddard - Sopravvissuto - The Martian (The Martian)
- 2017[3]
  - Eric Heisserer - Arrival
  - Melissa Mathison (postumo) - Il GGG - Il grande gigante gentile (The BFG)
  - Rhett Reese e Paul Wernick - Deadpool
  - Jon Spaihts, Scott Derrickson e C. Robert Cargill - Doctor Strange
  - Taylor Sheridan - Hell or High Water
  - Chris Weitz e Tony Gilroy - Rogue One: A Star Wars Story
- 2018[4]
  - Rian Johnson - Star Wars - Gli ultimi Jedi (Star Wars: The Last Jedi)
  - Ryan Coogler e Joe Robert Cole - Black Panther
  - Hampton Fancher e Michael Green - Blade Runner 2049
  - Jordan Peele - Scappa - Get Out (Get Out)
  - Scott Frank, James Mangold e Michael Green - Logan: The Wolverine (Logan)
  - Guillermo del Toro e Vanessa Taylor - La forma dell'acqua - The Shape of Water (The Shape of Water)
  - Allan Heinberg - Wonder Woman
- 2019[5]
  - Byran Woods, Scott Beck e John Krasinski - A Quiet Place - Un posto tranquillo (A Quiet Place)
  - Drew Goddard - 7 sconosciuti a El Royale (Bad Times at the El Royale)
  - Christopher Markus e Stephen McFeely - Avengers: Endgame
  - Christopher McQuarrie - Mission: Impossible - Fallout
  - Oh Jung-mi e Lee Chang-dong - Burning
  - Jordan Peele - Noi (Us)
  - S. Craig Zahler - Dragged Across Concrete - Poliziotti al limite (Dragged Across Concrete)

### Anni 2020
- 2021[6][7]
  - Quentin Tarantino - C'era una volta a... Hollywood (Once Upon a Time in... Hollywood)
  - Mike Flanagan - Doctor Sleep
  - Rick Jaffa e Amanda Silver, Lauren Hynek e Elizabeth Martin - Mulan
  - Bong Joon-ho e Han Jin-won - Parasite (Gisaengchung)
  - Christopher Nolan - Tenet
  - Todd Phillips e Scott Silver - Joker
  - Chris Terrio e J. J. Abrams - Star Wars - L'ascesa di Skywalker (Star Wars: The Rise of Skywalker)

- 2022
  - Guillermo del Toro e Kim Morgan -  La fiera delle illusioni - Nightmare Alley (Nightmare Alley)
  - Scott Derrickson e C. Robert Cargill - Black Phone (The Black Phone)
  - Dan Kwan e Daniel Scheinert - Everything Everywhere All at Once
  - Chris McKenna e Erik Sommers - Spider-Man: No Way Home
  - Jordan Peele - Nope
  - Matt Reeves e Peter Craig - The Batman
  - James Vanderbilt e Guy Busick - Scream

- 2024
  - James Cameron, Rick Jaffa e Amanda Silver - Avatar - La via dell'acqua (Avatar: The Way of Water)
  - Noah Baumbach e Greta Gerwig - Barbie
  - Seth Reiss e Will Tracy - The Menu
  - Erik Jendresen e Christopher McQuarrie - Mission: Impossible - Dead Reckoning - Parte uno (Mission: Impossible - Dead Reckoning - Part One)
  - Christopher Nolan - Oppenheimer
  - Ti West e Mia Goth - Pearl